# Bišče
Bišče so naselje v Občini Domžale. Znane so po mlinu feliks-u, ki še vedno obratuje.